# Castelmozzano
Castelmozzano è una frazione del comune di Neviano degli Arduini, in provincia di Parma.
La località dista 6,62 km dal capoluogo.

## Geografia fisica
Castelmozzano sorge alla quota di 539 m s.l.m., sul versante destro della Val Parmossa.

## Storia
Il borgo fu fondato in epoca medievale; la più antica testimonianza della sua esistenza risale al 5 maggio 1017, quando Casale Morani fu citato in un documento.
In seguito a presidio del territorio fu eretto nel piccolo nucleo abitato un castello, al cui interno fu edificata anche la primitiva cappella. Nel 1250 la fortificazione fu assediata da Alverio da Palù.
Nel 1441 il duca di Milano Filippo Maria Visconti assegnò i feudi di Neviano, Ranzano, Pratopiano, Campora, Vezzano, Castelmozzano, San Martino di Mozzano, Urzano e Lupazzano a Paganino e Giorgio da Palù; tuttavia, l'anno seguente Giorgio non riuscì a versare la somma dovuta e l'investitura fu revocata. Il Duca incaricò il podestà di Parma Oldrado Lampugnani di governare i feudi per suo conto.
Nel 1452 il territorio di Neviano fu assegnato dall'imperatore del Sacro Romano Impero Federico III d'Asburgo ai da Correggio. Nel 1660 il duca di Parma Ranuccio II Farnese assegnò il feudo agli Scoffoni, ai quali succedette otto anni dopo il marchese Giuseppe Verugoli. In seguito di Neviano fu investito il conte Francesco Terzi, alla cui morte nel 1759 la Camera Ducale tornò in possesso del feudo. Nel 1763 la contea fu elevata a marchesato e fu acquistata da Troilo Venturi, futuro ministro ducale, che nel 1775 la permutò col feudo di Tizzano Val Parma del marchese Luigi Liberati Del Pozzo; quest'ultimo mantenne i diritti sulla zona fino alla loro abolizione sancita dai decreti napoleonici del 1805.
Nel 1810 un'ampia frana, innescata da intense piogge e nevicate, provocò numerosi danni alla zona, interessando anche la chiesa; il materiale distaccatosi raggiunse a valle il torrente Parmossa, di cui interruppe il corso formando un lago lungo oltre 3 km.

## Monumenti e luoghi d'interesse

### Chiesa di San Giacomo

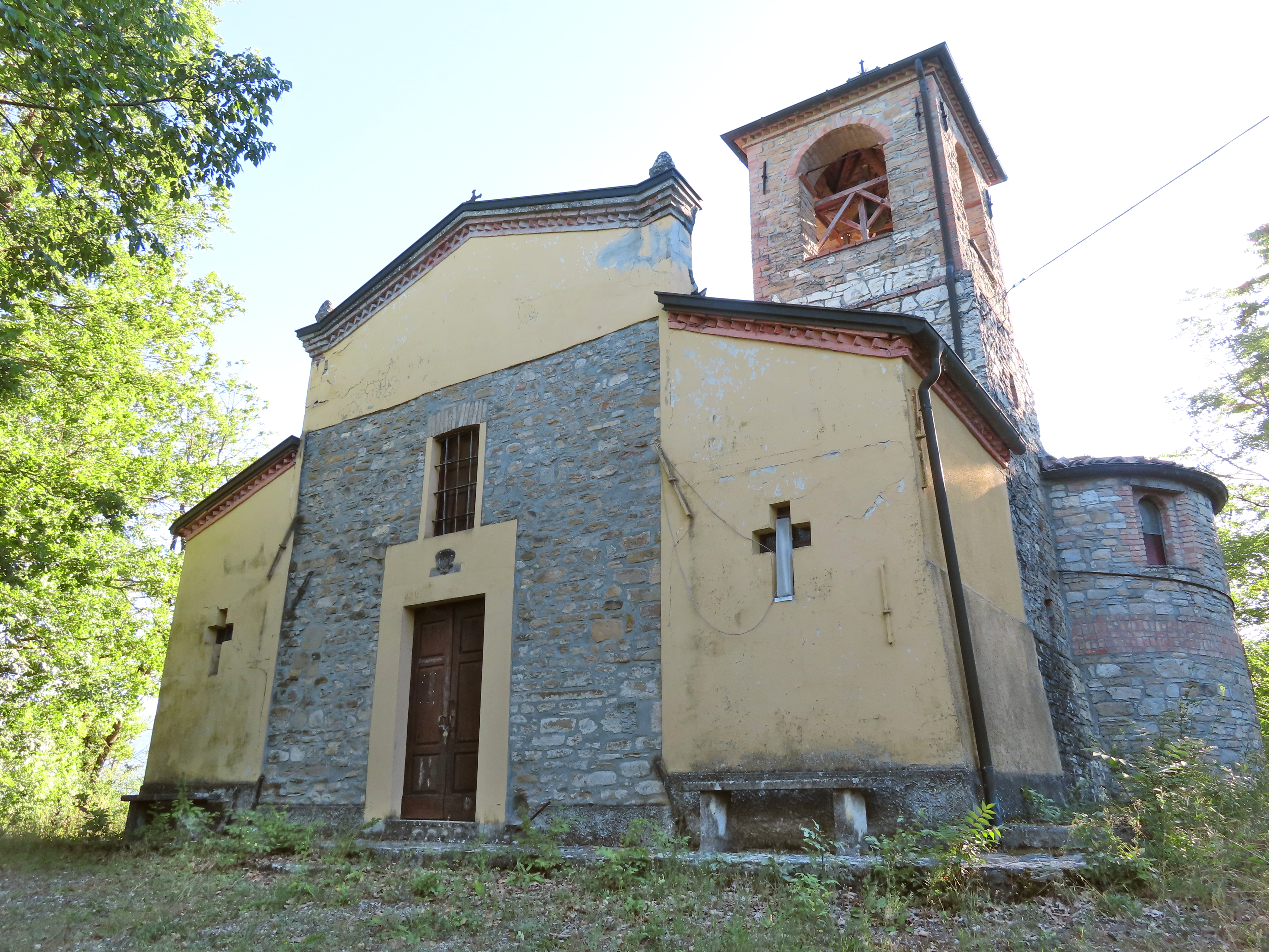
Chiesa di San Giacomo

Menzionata per la prima volta nel 1354, la cappella originaria posta all'interno del castello di Castelmozzano cadde in rovina in seguito al crollo del maniero; ricostruita sui ruderi della fortificazione, divenne sede parrocchiale autonoma verso il 1564; completamente ristrutturata in stile barocco e dotata del campanile agli inizi del XVIII secolo, fu danneggiata da una frana nel 1810 e risistemata nel 1860; lesionata da due terremoti nel 1920 e 1983, fu successivamente restaurata; unita alla chiesa di San Giovanni Battista di Antreola nel 1986, fu ristrutturata a partire dal 1993. L'edificio, sviluppato su una pianta a navata unica affiancata da due cappelle absidate, è rivestito in parte in pietra negli esterni e negli interni.

### Castello
Menzionato nel 1250, il castello medievale andò successivamente in rovina, provocando danni anche alla primitiva cappella, che fu ricostruita sui resti dell'antico maniero.